# Ed Stasium
Ed Stasium es un productor discográfico estadounidense que ha trabajado con las bandas Ramones, Motörhead, Talking Heads, The Smithereens y Living Colour. Es originario de Nueva Jersey.

## Discografía seleccionada

### Ramones
Leave Home (1977) - técnico de sonido
Rocket to Russia (1977) - técnico de sonido
Road to Ruin (1978) - productor
It's Alive (1979) - productor
Rock 'n' Roll High School (1979) - productor
End of the Century (1980) - productor
Too Tough to Die (1984) - productor
Mondo Bizarro (1992) - productor

### Joey Ramone
...Ya Know? (2012) - productor

### Talking Heads
Talking Heads: 77 (1977) - técnico de sonido
More Songs About Buildings and Food (1978) - técnico de sonido
The Name of This Band Is Talking Heads (1982) - técnico de sonido

### Motörhead
1916 (1991) - productor

### The Smithereens
Beauty and Sadness (1983) - técnico de sonido
11 (1989) - productor
Blow Up (1991) - productor

### Mick Jagger
Primitive Cool (1987) - técnico de sonido

### Joan Jett and the Blackhearts
Pure and Simple (1994) - productor

### Living Colour
Vivid (1988) - productor
Time's Up (1990) - productor
Biscuits (1991) - productor

### Freddie Mercury
Living on My Own (1985) - técnico de sonido